# GECT Rába-Danube-Vág
Le GECT Rába-Danube-Vág est un groupement européen de coopération territoriale créé le 10 décembre 2011.

## Sources

## Compléments